# 克里斯·蒙罗
克里斯·蒙罗（英語：Chris Munro，1952年—），英国音频工程师。他曾获得2次奥斯卡最佳音响效果奖，并再次获得2次提名。自1972年起，蒙罗参与过80多部电影的制作。

## 精选影视作品
蒙罗获得过2次奥斯卡奖，并获得2次提名。
获奖
- 黑鹰坠落 (2001)[2]
- 地心引力 (2013)[3]

提名
- 木乃伊 (1999)[4]
- 菲利普船长 (2013)[3]